# Boris A. Novak
Boris A. Novak is een Sloveens poëet, dramaturg, redacteur en professor. Hij is geboren op 3 december 1953 te Belgrado, dat toen nog deel uitmaakte van de Socialistische Federale Republiek Joegoslavië. 

## Leven
Boris A. Novak is geboren te Belgrado, waar hij zijn kindertijd doorbracht. Hij ging er ook naar de lagere school. Zijn vader, Ante Novak, was een statisticus en een van de eerste Sloveense partizanen. Zijn moeder, Anica Novak, was een journaliste. De letter A tussen Boris' voor- en achternaam verwijst naar de voornamen van zijn ouders. Novak rondde in 1972 zijn middelbare school af in Ljubljana. Daarna studeerde hij vergelijkende literatuurwetenschap en filosofie aan de Universiteit van Ljubljana. Van 1988 tot 1989 studeerde hij in de Verenigde Staten aan de Universiteit van Minnesota in Minneapolis. Hij onderzocht er de hedendaagse Amerikaanse literatuur en theater. In 1991 doceerde hij in Amerika aan de Universiteit van Tennessee. Later werkte hij als dramaturg in het Sloveens nationaal theater. Hij was jarenlang redacteur van Kurirček, een literaire tijdschrift voor kinderen. Nu is hij professor aan de universiteit van Ljubljana. Bovendien is hij vaak begeleider bij scripties.
Novak houdt zich ook bezig met humanitair werk. Zo hielp hij mee hulp te organiseren voor vluchtelingen uit het voormalige Joegoslavië en voor schrijvers uit het belegerde Sarajevo. Deze humanitaire campagne was een van de grootste in de geschiedenis van de PEN-club. In 2002 werd hij door de organisatie verkozen als vicepresident.
Boris A. Novak is, naast dit alles, ook een poëet. Hij schreef vele gedichten die gebundeld werden. Hij schrijft zowel voor volwassen als voor kinderen. Zijn gedichten zijn episch-lyrisch, vooral zijn korte gedichten en sonnetten.  In 1984 won hij de prijs van het Prešerenfonds voor zijn gedichtenbundel 1001 stih (1001 verzen). Voor zijn bundel Mojster nespečnosti (Meester van de slapeloosheid) ontving hij in 1995 de Jenko award.

### Poëziebundels
- Stihožitje, 1977
- Hči spomina, 1981
- 1001 stih (1001 verzen), 1983
- Kronanje (Kroning), 1984
- Vrtnar tišine (Tuinman van de stilte), 1990 - tweetalige verzameling (Sloveens en Engels)
- Oblike sveta (Vormen van de wereld), 1991
- Stihija (Blindheid), 1991
- Mojster nespečnosti (Meester van de slapeloosheid), 1995
- Oblike srca (Vormen van het hart), 1997
- Odsotnost (Afwezigheid), 1999
- Alba, 1999
- Odmev (Echo), 2000
- Žarenje, 2003
- Obredi slovesa, (2005)

### Poëzie voor kinderen
- Prebesedimo besede!, 1981
- Domišljija je povsod doma (Verbeelding is overal thuis), 1984
- Periskop (Periscoop), 1989
- Blabla, 1995
- Zarja časa, 1997
- Čarovnije sveta (Magische wereld), 1999
- Kako rastejo stvari (Hoe de dingen groeien), 2004